# Picais
Picais es una aldea española situada en la parroquia de Veiga, del municipio de Puebla del Brollón, en la provincia de Lugo, Galicia.

## Geografía
Está situado a 386 metros de altitud, junto a la desembocadura del río Picarrexo, en el margen izquierdo del río Cabe. 

## Demografía
| Gráfica de evolución demográfica de Picais entre 2000 y 2020 |
|                                                              |
| Datos según el nomenclátor publicado por el INE.             |